# 펜토미노

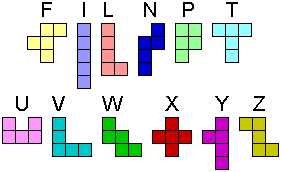
펜토미노 퍼즐

토미노(Pentomino) 또는 5-오미노(5-omino)는 다섯 개의 정사각형으로 이루어진 폴리오미노이다.
고대 로마에서 유래된 퍼즐로서, 5개의 단위 정사각형이 변끼리 붙어 이루어진 도형으로 모양을 만드는 놀이이다. 조각은 12가지의 알파벳 모양인데, 각 조각들이 5개(그리스어: πέντε / pente / 다섯을 의미)의 정사각형으로 만들어졌기 때문에 펜토미노라 한다. 단, 로마군에서는 'Pentamino'(펜타미노)라고 부른다.
- 기본 조각의 n 배가 늘어난 모양을 4개 이상의 조각을 이용하여 만들거나 주어진 모양을 만드는 형식이다.(이론상 무한의 크게 만들수 있음.)

펜토미노로 만들 수 있는 직사각형의 갯수는 4개이다.